# Tiffen
Tiffen ist eine Katastralgemeinde von Steindorf am Ossiacher See im politischen Bezirk Feldkirchen in Kärnten (Österreich) und zählt 182 Einwohner.

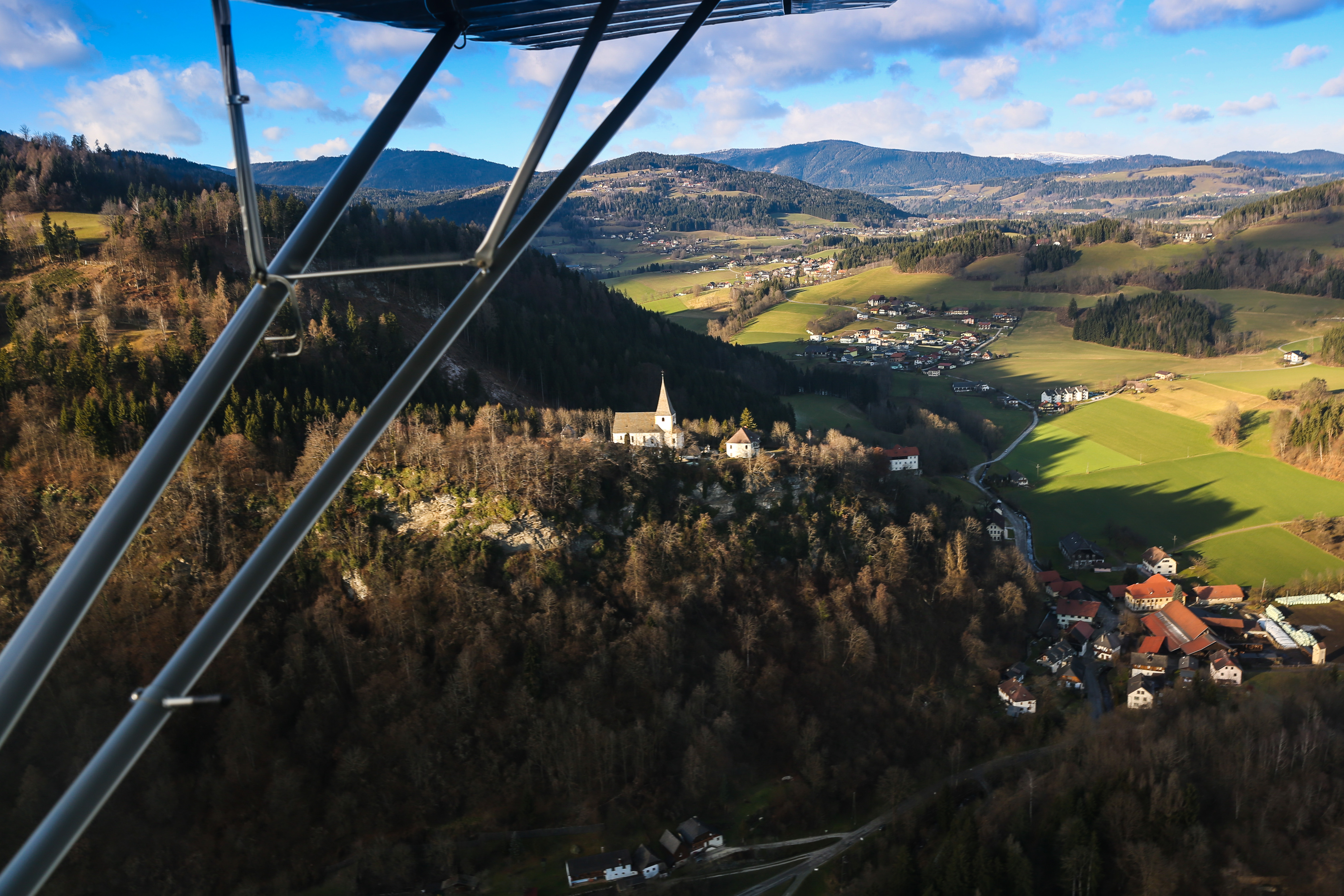
Luftbild, Südseite

## Geschichte

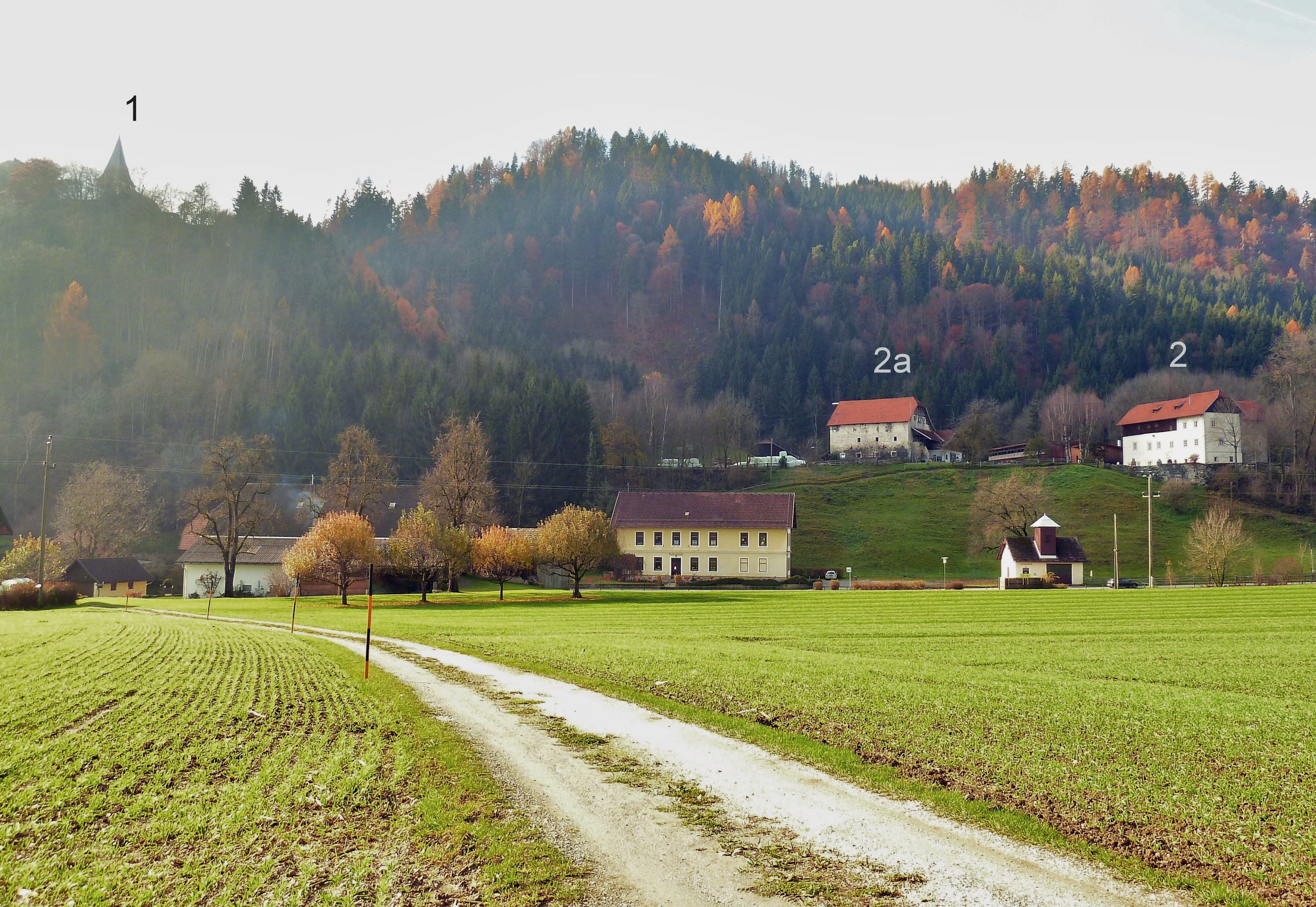
Tiffen, Übersicht. 1 Kirche, 2 Gschlosser mit Speichergebäude 2a

Die älteste Siedlung des Gemeindebereiches von Steindorf ist das kleine Dorf Tiffen zwischen Feldkirchen und Steindorf an der einstigen norischen Eisenstraße; es schmiegt sich malerisch um einen steilen Felsabsturz, der von der alten Wehrkirche gekrönt ist. Der Name, im Jahre 1050 „Tyven“ geschrieben, ist keltischen oder vorillyrischen Ursprungs. In römischer Zeit war der Ort Poststation.
An der Stelle der heutigen Pfarrkirche stand in vorgeschichtlicher Zeit eine keltische Kultstätte, vom 2. bis zum 4. Jahrhundert ein Jupitertempel, und die Römer betrieben nach den Kelten in nächster Nähe einen Steinbruch.

## Kultur und Sehenswürdigkeiten

### Ehemalige Burg

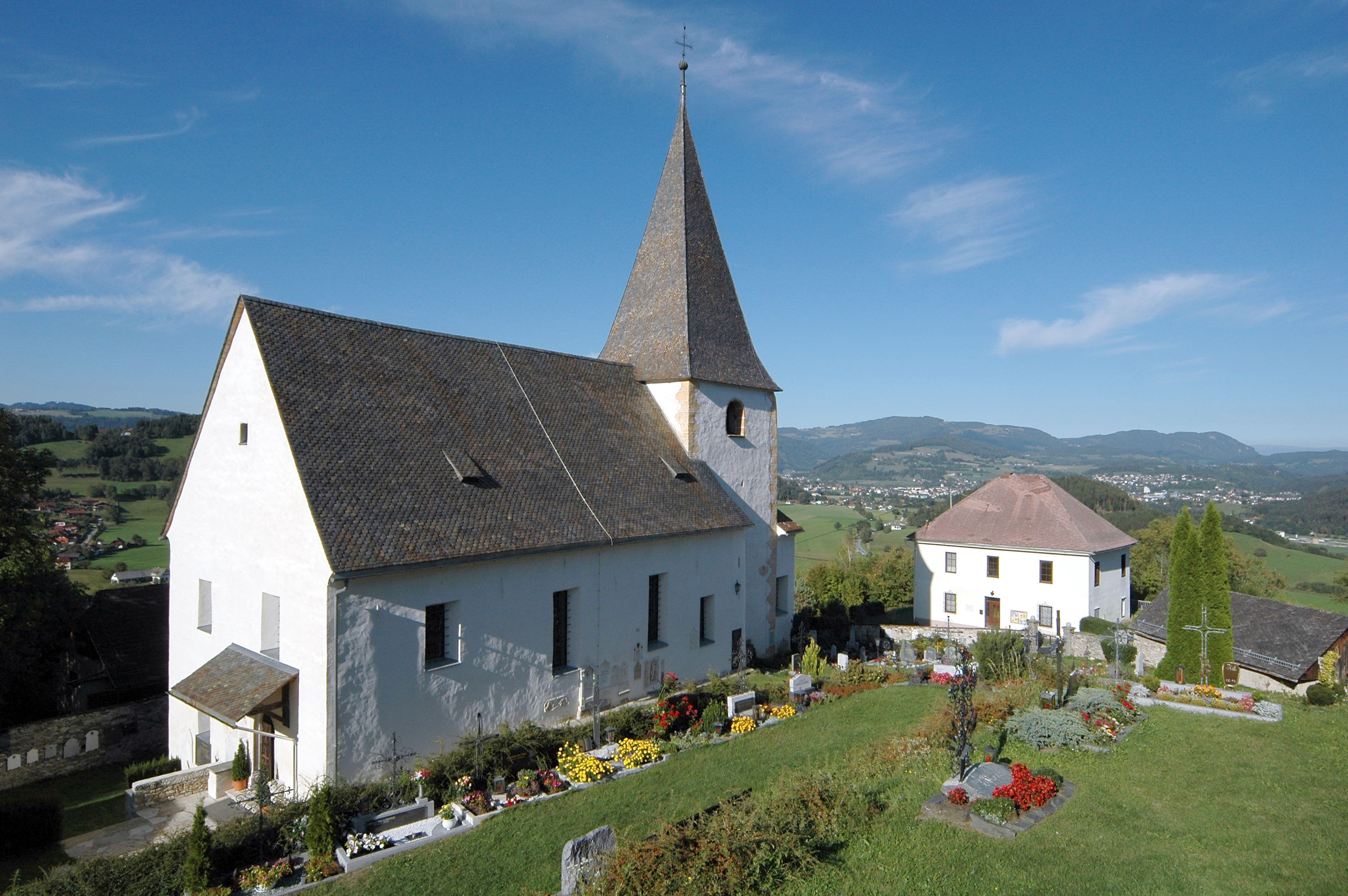
Kirche und Pfarrhof in Tiffen

878 wird Tiffen erstmals als „der Ort beim roten Felsen“ (lateinisch rubra petra) erwähnt. Der bayrische Graf Ozzi von Tiffen ist der Gründer des Stifts Ossiach. Der Ort und die spätere Herrschaft Tiffen gelangten über die Grafen von Eppenstein an die Grafen von Treffen. 1163 übergaben Wolfrad von Treffen, seine Frau Hemma und Patriarch Ulrich II. von Treffen ihren Besitz in Treffen und dem benachbarten Tiffen an das Patriarchat von Aquileja. Seit 1163 wird auch die Burg Tiffen erwähnt. Für zwei Jahrhunderte blieb Tiffen im Besitz des Patriarchats von Aquileja. Während des ganzen Mittelalters war es ein Objekt der Verpfändung und Tauschhändel, aber auch des Kampfes zwischen Kärntner Herzögen, den Bistümern Bamberg und Gurk und seinen Besitzern.
Im 15. Jahrhundert, als ein neuer Fernhandelsweg von Murau über Weitensfeld – Zammelsberg – Feldkirchen nach Italien aufkam, musste in Tiffen für alle diese Waren der Straßenzoll entrichtet werden; nur die Feldkirchner Bürger wurden ab 1453 von der Zahlung dieser „Maut“ befreit. Zu dieser Zeit saß in Tiffen ein kaiserlicher Landpfleger, der im 16. Jahrhundert zeitweilig die Gerichtsbarkeit ausübte. Eine Zeitlang gelangte die Herrschaft an die Khevenhüller und die Grafen Lodron von Himmelberg.
Wegen der vielen Kämpfe – auch mit äußeren Feinden – verfiel die Burg sehr rasch, von ihr selbst hat sich nichts erhalten, wohl aber der einstige Wirtschaftshof der Burg nördlich unterhalb der Kirche auf einem Plateau über dem Dorf im Tal, heute noch „Gschlosser“ genannt.

### Pfarrkirche Tiffen
Die römisch-katholische Kirche ist romanisch und entstand im 9. oder 10. Jahrhundert. Im 15. Jahrhundert wurde sie zu einem zweischiffigen Langhaus gotisiert und 1758 durch einen barocken Chorzubau erweitert. Aus dieser Zeit stammt auch der Hochaltar und die Kanzel. An der Außenseite sind römische Steine eingemauert.

### Pfarrhof
Gegenüber der Kirche liegt der jetzige Pfarrhof, der früher Schulhaus war. Darin wurde 1878 der berühmte Kärntner Meister des Holzschnittes und Freskenmaler Switbert Lobisser (als Leo Lobisser) geboren; von ihm stammt das Fresko an der Außenwand der Kirche.

### Ehemaliger Pfarrhof

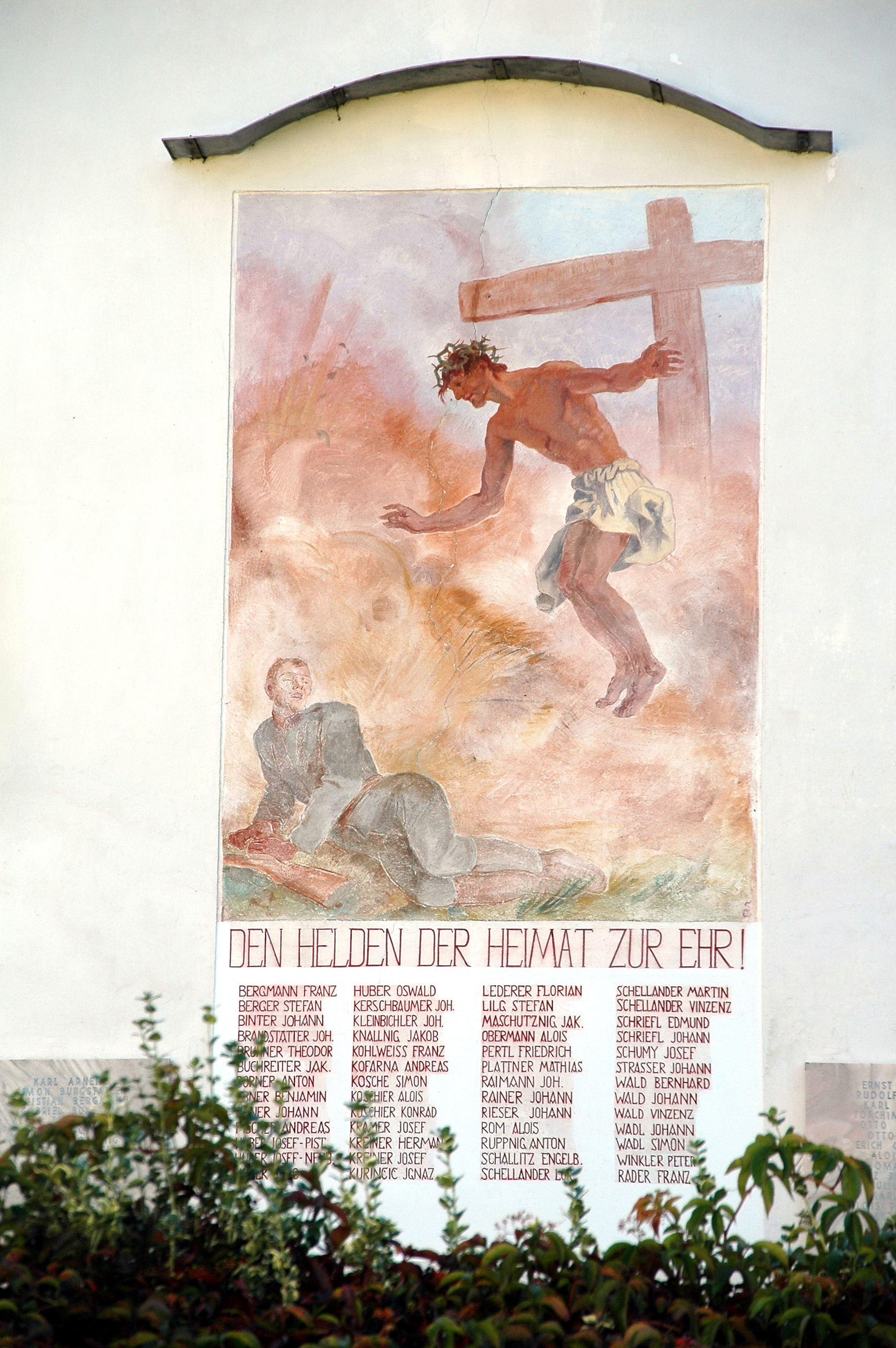
Switbert Lobissers Fresko auf der Kirchenaußenwand in Tiffen

Der alte burgartige Pfarrhof liegt an der Nordseite des Steilhanges. Kirche und Pfarrhof erhielten im 15. Jahrhundert eine Befestigung, von der heute noch beachtliche Reste mit einem Rundturm bestehen. Die vielen Stollen in den umliegenden Wäldern gehen auf einen Bergwerksbetrieb im Mittelalter zurück.

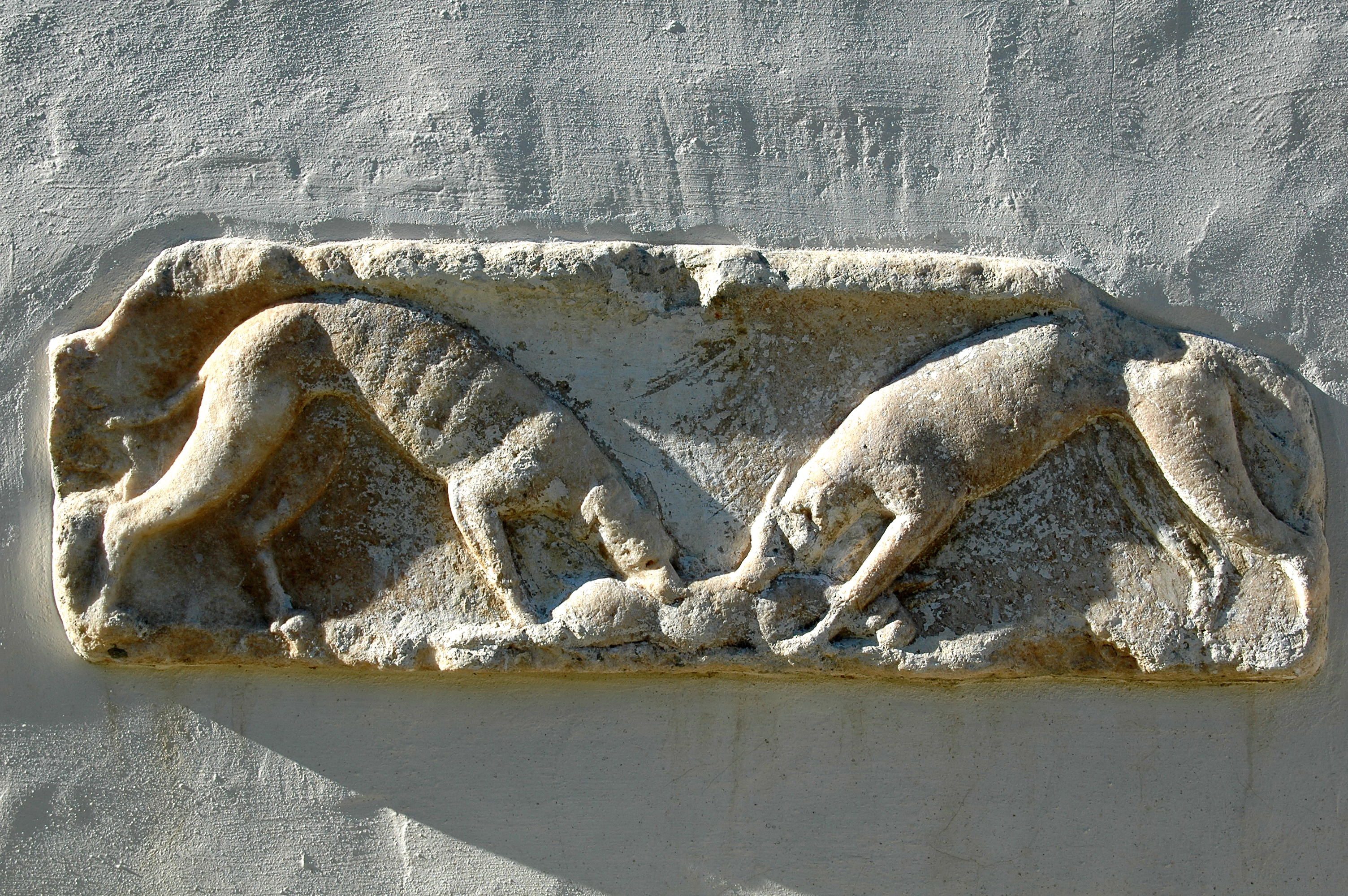
Römerstein an der Kirchenaußenwand in Tiffen

### Filialkirche St. Margarethen
Im Ort steht die kleine römisch-katholische Kirche St. Margarethen mit romanischem Ursprung. Sie ist eine Filialkirche der Pfarre Tiffen. An der Südfassade zeigen Freskenreste die hl. Margarethe mit Drachen und die hl. Katharina mit Rad als Attribut.

### Galgenbichl
Der Hügel südlich der Straße Feldkirchen - Tiffen heißt Galgenbichl, er trägt die Spuren einer sehr alten Befestigung und war seit dem frühen Mittelalter Richtstätte. Hiervon berichtete die Sage, dass einmal gebratene Tauben, die dem Landpfleger von Tiffen als Gericht vorgesetzt wurden, wieder lebendig wurden und beim offenen Fenster hinausflogen, zum Beweis für die Unschuld eines jungen Menschen, der vom Pfleger zum Tode verurteilt war und auf dem Galgenbichl hätte hingerichtet werden sollen.

## Verkehr
Die Haltestelle Tiffen liegt am Teilstück St. Veit/Glan–Villach der früheren Rudolfsbahn.